# Lista das primeiras mulheres titulares de cargos políticos
Esta lista das primeiras mulheres titulares de cargos políticos aborda a posição pioneira de mulheres na política, destacando as primeiras ocupantes de cargos políticos nos Estados (especificamente, chefas de governo e de Estado) e em organizações internacionais governamentais.

## América Latina
Em toda a América Latina foram eleitas nove presidentas e três presidentas interinas:[carece de fontes?]
| ordem | Presidente        | País       | Mandato        |
| ----- | ----------------- | ---------- | -------------- |
| 01    | Isabelita Perón   | Argentina  | 1974-1976      |
| 02    | Violeta Chamorro  | Nicarágua  | 1990-1997      |
| 03    | Janet Jagan       | Guiana     | 1997-1999      |
| 04    | Mireya Moscoso    | Panamá     | 1999-2004      |
| 05    | Michelle Bachelet | Chile      | 2006-2010      |
| 06    | Cristina Kirchner | Argentina  | 2007-2015      |
| 07    | Laura Chinchilla  | Costa Rica | 2010-2014      |
| 08    | Dilma Rousseff    | Brasil     | 2011-2016      |
| 09    | Jennifer Simons   | Suriname   | 2025- presente |

Presidentes Interinas[carece de fontes?]
| ordem | Presidente Interina    | País    | Mandato |
| ----- | ---------------------- | ------- | ------- |
| 01    | Lidia Gueiler Tejada   | Bolívia | 1979    |
| 02    | Ertha Pascal Trouillot | Haiti   | 1991    |
| 03    | Rosalía Arteaga        | Equador | 1997    |

## Organizações internacionais

### União Africana
- Presidenta do Parlamento Pan-Africano: Gertrude Mongella (2004, fundadora)[1]
- Vice-presidenta do Parlamento Pan-Africano: Elise Loum (2004)[2]
- Juízas do Tribunal Africano dos Direitos do Homem e dos Povos: Kellelo Justina Mafoso-Guni e Sophia A. B. Akuffo (ambas eleitas em 2006, ano de fundação)[3]
- Presidenta do Tribunal Africano dos Direitos do Homem e dos Povos: Sophia A. B. Akuffo (2012)[3]
- Presidenta da Comissão da União Africana: Nkosazana Dlamini-Zuma (2012)[4]

### União Europeia
- Presidenta da Comissão Europeia: Ursula von der Leyen (2019)
- Presidenta do Parlamento Europeu: Simone Veil (1979)[5]
- Presidenta em exercício do Conselho Europeu: Margaret Thatcher (1981)[6]
- Comissárias europeias: Christiane Scrivener e Vasso Papandreou (1989)[7]
- Líder de grande partido político europeu: Pauline Green (Partido Socialista Europeu, 1994)[8]
- Co-vice-presidenta da Comissão Europeia: Loyola de Palacio (1999)[9]
- 1.ª vice-presidenta da Comissão Europeia: Margot Wallström (2004)[10]
- Alta representante da União para os Negócios Estrangeiros e a Política de Segurança: Catherine Ashton (2009)[11]

### Liga das Nações
- Delegada substituta e embaixadora da Liga das Nações: Elena Văcărescu (1922)[12]
- Delegada permanente e embaixadora da Liga das Nações: Elena Văcărescu (1924)[12]

### Nações Unidas
- Chefa do Departamento de Ciências Sociais da Organização das Nações Unidas para a Educação, a Ciência e a Cultura: Alva Myrdal (1950)[13]
- Presidenta da Assembleia Geral das Nações Unidas: Vijaya Lakshmi Pandit – 1953[14]
- Representante permanente de um país na Organização das Nações Unidas: Agda Rössel (Representante Permanente da Suécia, 1958)[15]
- Chefa da Fundo das Nações Unidas para a Infância: Carol Bellamy (1995)[16]
- Alta comissária das Nações Unidas para Direitos Humanos: Mary Robinson (1997)[17]
- Vice-secretária-geral: Louise Fréchette (1998)[18]
- Diretora executiva do Programa das Nações Unidas para os Assentamentos Humanos: Anna Tibaijuka (2000)[19]
- Subsecretária-geral das Nações Unidas: Inga-Britt Ahlenius (2005)[20]
- Secretária-geral assistente das Nações Unidas: Helvi Sipilä (1972)[21]
- Presidenta do Tribunal Internacional de Justiça: Rosalyn Higgins (2006)[22]
- Administradora do Programa das Nações Unidas para o Desenvolvimento: Helen Clark (2009)[23]
- Diretora-geral do Fundo Monetário Internacional: Christine Lagarde (2011)[24]